# Tianyuan, Chongqing
Tianyuan (kinesiska: 天元, 天元乡) är en socken i sydvästra Kina. Den ligger i häradet Wuxi i storstadsområdet Chongqing, omkring 340 kilometer nordost om det centrala stadsdistriktet Yuzhong. Antalet invånare är 5663. Befolkningen består av 2 724 kvinnor och 2 939 män. Barn under 15 år utgör 21,0 %, vuxna 15-64 år 65 %, och äldre över 65 år 12,0 %.